# Гранальоне
Гранальо̀не (на италиански: Granaglione, на местен диалект Granajån, Гранайон) е било община в северна Италия до 2016 г., в провинция Болоня, регион Емилия-Романя. Населението на общината е 2266 души (към 2010 г.).
Административен център на общината е било село Молино дел Палоне (Molino del Pallone), което е разположено е на 493 m надморска височина. Сега общинската територия е част от община Алто Рено Терме.